# Прашиці
Прашиці (словац. Prašice) — село, громада округу Топольчани, Нітранський край. Кадастрова площа громади — 28.25 км². Протікає річка Железніца.
Населення 2027 осіб (станом на 31 грудня 2019 року).

## Історія
Прашиці згадується 1245 року.

## Населення
| Рік:            | 1994. | 2004.   | 2014.   | 2024.   |
| --------------- | ----- | ------- | ------- | ------- |
| Кількість осіб: | 2090  | 2066    | 2041    | 1973    |
| Різниця:        |       | -1,14 % | -1,21 % | -3,33 % |

| Рік:            | 2023. | 2024.   |
| --------------- | ----- | ------- |
| Кількість осіб: | 1986  | 1973    |
| Різниця:        |       | -0,65 % |